# Sumbermanjing Kulon
Sumbermanjing Kulon is een bestuurslaag in het regentschap Malang van de provincie Oost-Java, Indonesië. Sumbermanjing Kulon telt 7218 inwoners (volkstelling 2010).